# Hermann Paasche

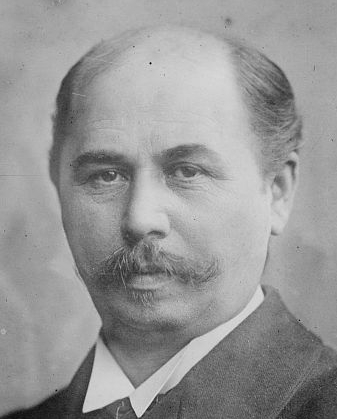
Hermann Paasche (datum onbekend).

Hermann Paasche ([ˈpaːʃɛ]) is een Duitse statisticus en econoom, die vooral bekend is om zijn Paasche-index, een methode om het indexcijfer van consumptieprijzen te berekenen. 
Hermann Paasche werd geboren op 24 februari 1851 in Burg (bij Maagdenburg). Hij studeerde economie, landbouw, statistiek en filosofie aan de Maarten Luther-Universiteit. In 1879 werd hij hoogleraar politieke wetenschappen aan de Rheinisch-Westfälische Technische Hochschule te Aken. 
Paasche was politiek liberaal georiënteerd, en zetelde enige tijd in de Rijksdag. Hij speelde een belangrijke rol bij de liberalisering van de suikerindustrie in Duitsland. Hij overleed op 11 april 1925 in de Verenigde Staten, in Detroit (Michigan). 
- Gemeinsame Normdatei: 116011300
- International Standard Name Identifier: 0000 0001 0984 4486
- Library of Congress Control Number: n90677055
- Mathematics Genealogy Project: 128131
- Nationale Bibliotheek van Israël: 987007281060205171
- Nationale Bibliotheek van Polen: a0000002233101
- Nederlandse Thesaurus van Auteursnamen: 157326055
- Trove: 1251134
- Virtual International Authority File: 69670814
- WorldCat: E39PBJgMwXxbgfq6jQWkYqHV4q